# Eulenschwalme
Die Eulenschwalme (Podargidae) sind eine Familie nachtaktiver Vögel mit drei Gattungen und fünfzehn Arten.

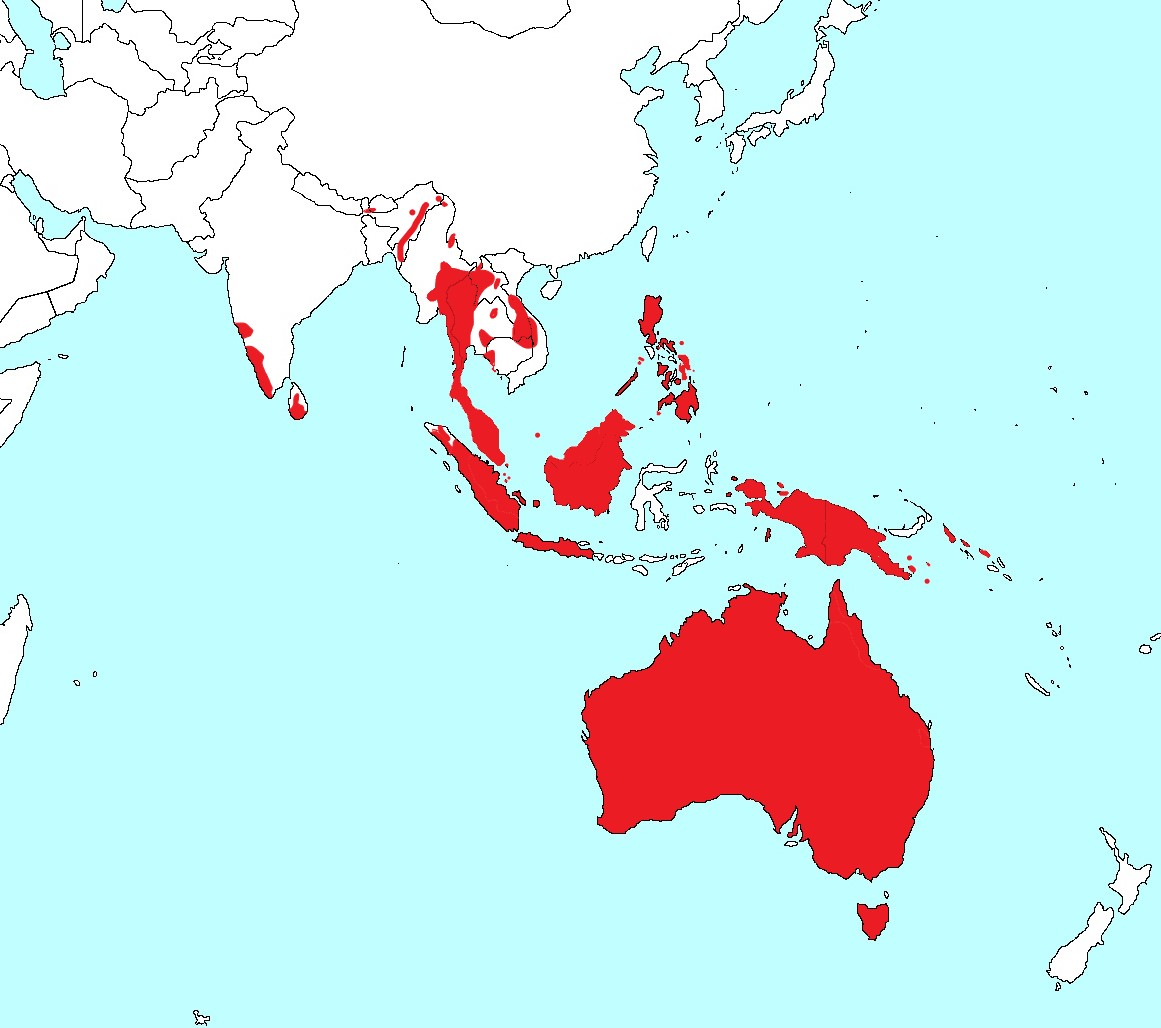
Das Verbreitungsgebiet der Eulenschwalme in Süd- und Südostasien, Australien und Neuguinea

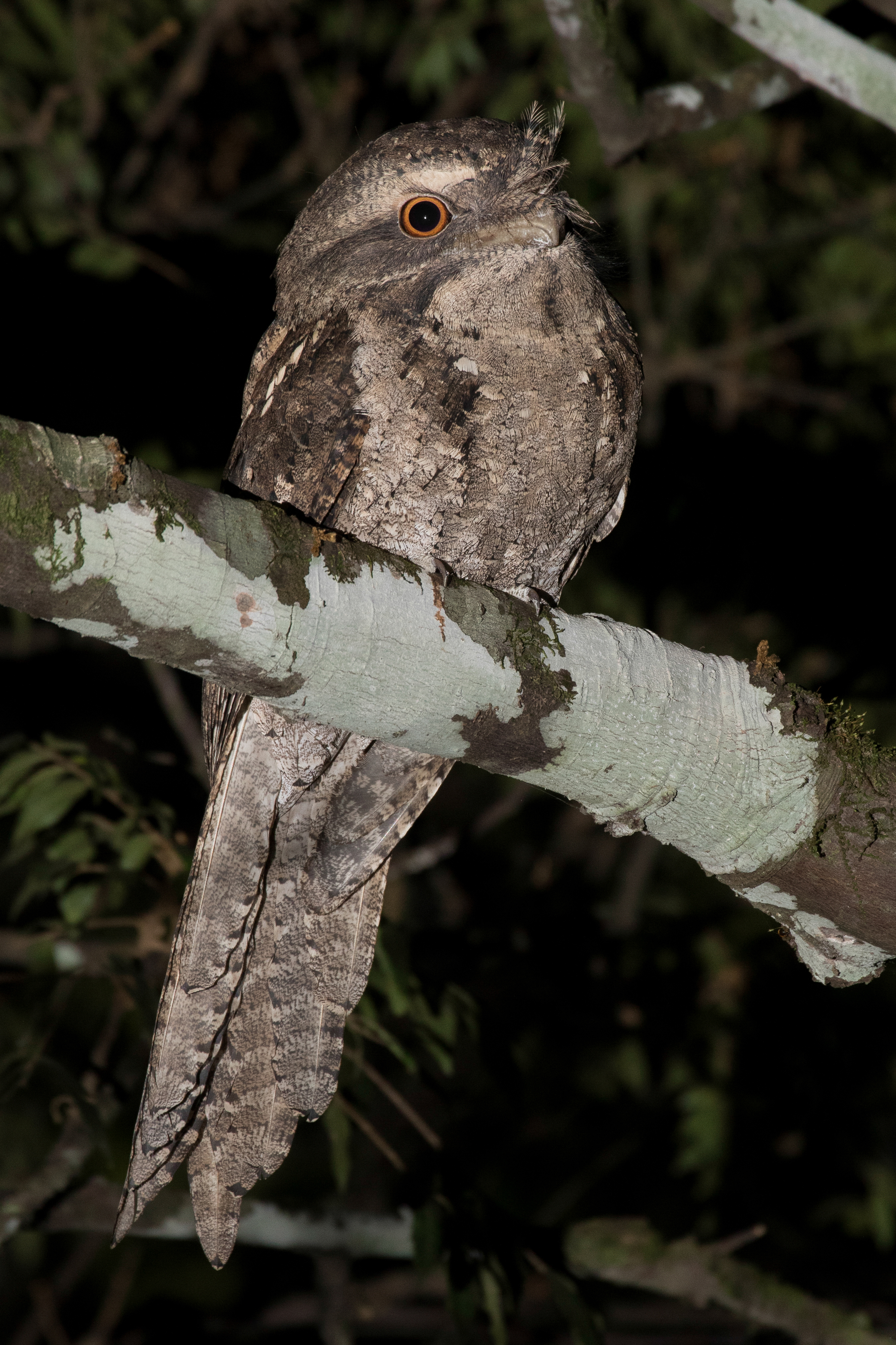
Marmorschwalm (P. ocellatus)

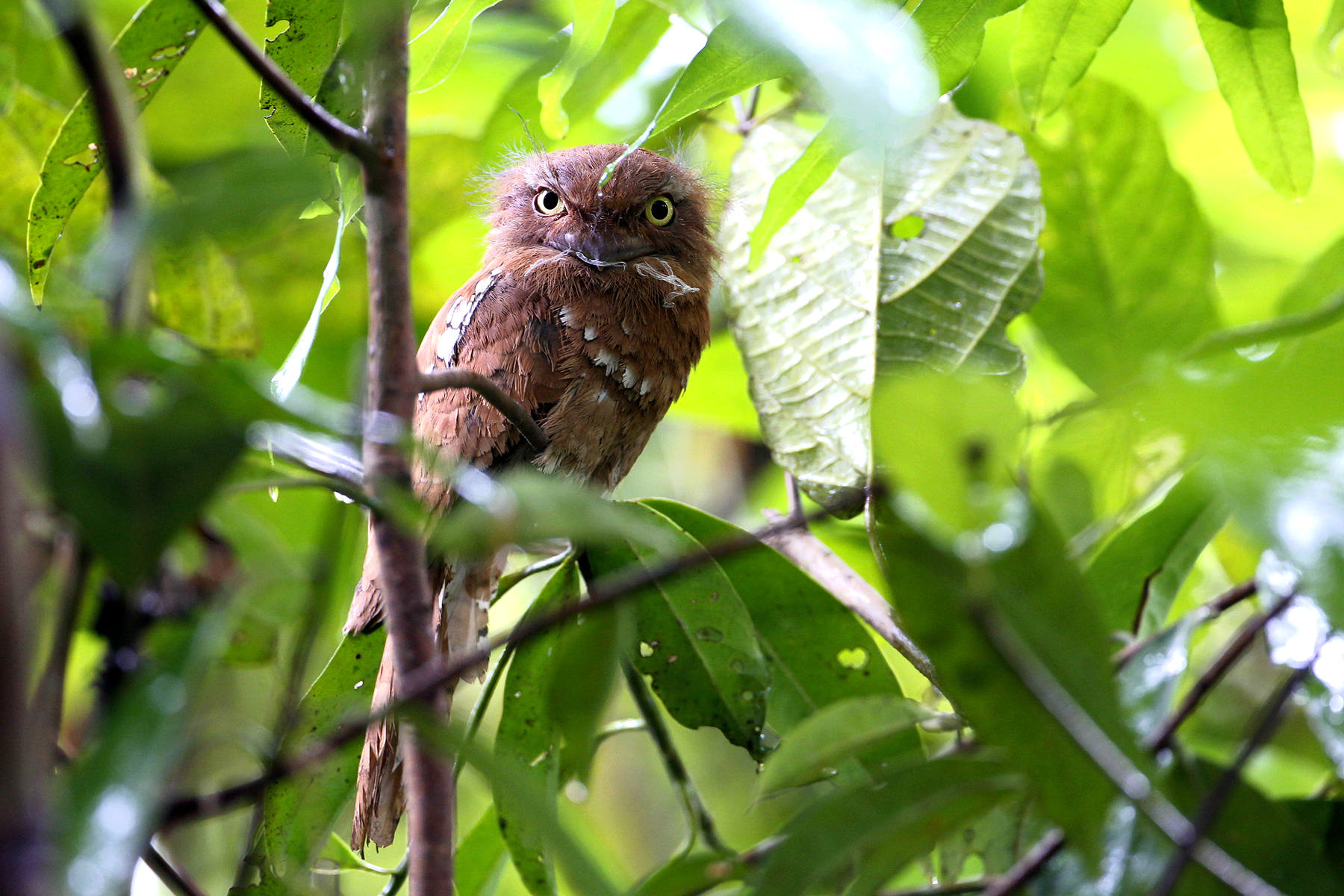
Malaienfroschmaul (B. affinis)

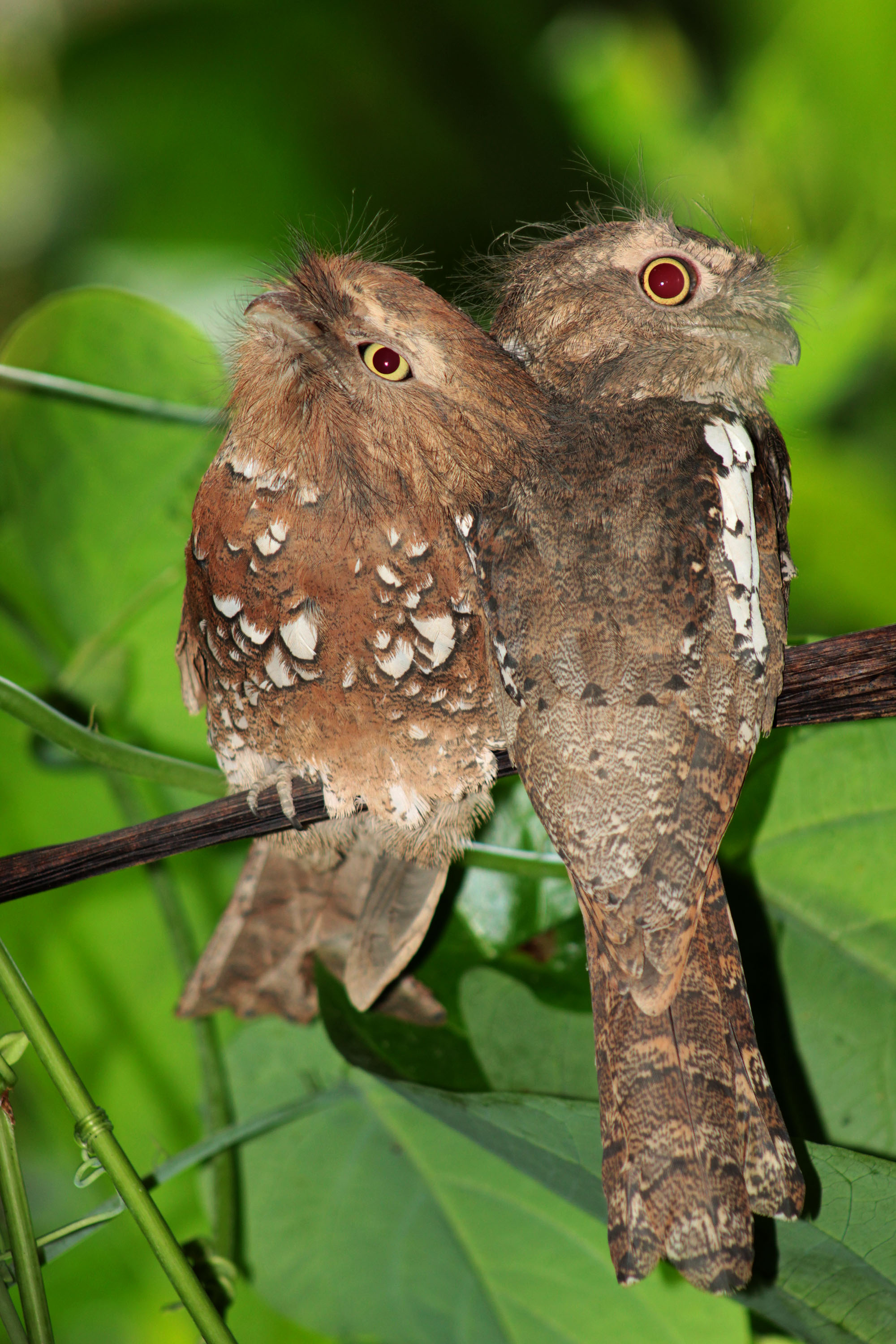
Tüpfelfroschmaul (B. javensis)

Das Verbreitungsgebiet der Eulenschwalme erstreckt sich von Südindien über Südostasien bis nach Australien, Neuguinea und zu den nördlichen Salomon-Inseln.

## Merkmale
Eulenschwalme haben einen stämmigen Körper, einen großen Kopf und einen dicken, kurzen Hals. Ihr graues, braunes, schwarz, weiß und gelb gemustertes Gefieder bietet eine gute Tarnung. Die Flügel sind kurz und abgerundet und die Vögel sind deshalb keine wendigen Flieger. Der Schwanz ist lang, die mittleren Schwanzfedern sind etwas länger als die äußeren. Der Schnabel ist dreieckig und breit. Geöffnet ist der Schnabelspalt sehr weit. An der Spitze ist der Schnabel hakenförmig nach unten gebogen. An seiner Basis befinden sich zahlreiche borstenartige Federn. Beine und Zehen sind kurz und klein. Die Geschlechter unterscheiden sich kaum.

## Lebensweise
Die meisten Eulenschwalmarten leben in Wäldern, einige auch in offeneren Biotopen, wie offene Waldgebiete, Sekundärwälder, Buschland oder baumbestandene Savannen. Sie sind nachtaktiv und ruhen tagsüber gut getarnt in den Bäumen. Bei Gefahr oder Beunruhigung erstarren sie in einer charakteristischen Haltung: Von ihrem Sitzplatz aus strecken sie ihren Kopf und ihren Vorderkörper schräg nach oben, sodass sie nicht von einem abgebrochenen Ast zu unterscheiden sind. Sie lauern meist einzeln oder paarweise in den Bäumen auf ihre vor allem aus größeren Insekten wie Käfern oder Grashüpfern bestehende Beute und springen oder fliegen auf sie. Größere Arten fressen auch kleine Wirbeltiere wie Nager, kleine Reptilien oder Frösche. Größere Beutetiere werden vor dem Verschlucken gegen einen harten Gegenstand geschlagen.
Eulenschwalme sind monogam und beide Eltern beteiligen sich am Nestbau, an der Brut und der Fütterung der Nestlinge. Das Nest ist einfach, besteht aus kleinen Zweigen, Borkenstücken, Flechten und Spinnweben und wird in einer natürlichen Mulde auf einem großen Ast oder in einer Astgabel errichtet. Das Gelege besteht aus einem bis drei, in seltenen Fällen auch bis zu fünf Eiern. Die Jungen schlüpfen nach etwa drei Wochen und werden nach ca. einem Monat flügge. Genaueres ist bei den meisten Arten aber nicht bekannt.

## Systematik
Die Familie Podargidae wurde 1838 durch den italienischen Zoologen Charles Lucien Jules Laurent Bonaparte eingeführt. Die Familie wurde der Ordnung der Schwalmartigen (Caprimulgiformes) zugeordnet, die sich jedoch als paraphyletisch herausstellten, da einige Familien der Schwalmartigen näher mit den Seglervögeln (Apodiformes) verwandt sind als mit den übrigen Schwalmartigen. Um wieder zu monophyletischen Taxa zu kommen und da sich die Familien schon im Paläozän vor 65 bis 60 Millionen Jahren voneinander getrennt hatten, wurden sie in fünf eigenständige Ordnungen gestellt, die Podargidae in die Ordnung Podargiformes, die 1918 durch den australischen Ornithologen Gregory Mathews eingeführt wurde. Alle Ordnungen der ehemaligen Schwalmartigen und die Seglervögel werden in ein Strisores genanntes rangloses Taxon gestellt, das schon 1847 durch den deutschen Ornithologen Jean Louis Cabanis eingeführt wurde.
Das folgende Kladogramm zeigt die Verwandtschaftsverhältnisse zwischen den Eulenschwalmen, den übrigen ehemals zu den Schwalmartigen gezählten Vogelgruppen und den Seglervögeln.
|  | Fettschwalme (Steatornithiformes) |
|  |                                   |
|  | Tagschläfer (Nyctibiiformes)      |
|  |                                   |

|  | Eulenschwalme (Podargiformes)                                                                  |
|  |                                                                                                |
|  | \| \| Höhlenschwalme (Aegotheliformes) \| \| \| \| \| \| Seglervögel (Apodiformes) \| \| \| \| |
|  |                                                                                                |
|  | Höhlenschwalme (Aegotheliformes)                                                               |
|  |                                                                                                |
|  | Seglervögel (Apodiformes)                                                                      |
|  |                                                                                                |

|  | Höhlenschwalme (Aegotheliformes) |
|  |                                  |
|  | Seglervögel (Apodiformes)        |
|  |                                  |

|  | Fettschwalme (Steatornithiformes) |
|  |                                   |
|  | Tagschläfer (Nyctibiiformes)      |
|  |                                   |

|  | Eulenschwalme (Podargiformes)                                                                  |
|  |                                                                                                |
|  | \| \| Höhlenschwalme (Aegotheliformes) \| \| \| \| \| \| Seglervögel (Apodiformes) \| \| \| \| |
|  |                                                                                                |
|  | Höhlenschwalme (Aegotheliformes)                                                               |
|  |                                                                                                |
|  | Seglervögel (Apodiformes)                                                                      |
|  |                                                                                                |

|  | Höhlenschwalme (Aegotheliformes) |
|  |                                  |
|  | Seglervögel (Apodiformes)        |
|  |                                  |

|  | Fettschwalme (Steatornithiformes) |
|  |                                   |
|  | Tagschläfer (Nyctibiiformes)      |
|  |                                   |

|  | Eulenschwalme (Podargiformes)                                                                  |
|  |                                                                                                |
|  | \| \| Höhlenschwalme (Aegotheliformes) \| \| \| \| \| \| Seglervögel (Apodiformes) \| \| \| \| |
|  |                                                                                                |
|  | Höhlenschwalme (Aegotheliformes)                                                               |
|  |                                                                                                |
|  | Seglervögel (Apodiformes)                                                                      |
|  |                                                                                                |

|  | Höhlenschwalme (Aegotheliformes) |
|  |                                  |
|  | Seglervögel (Apodiformes)        |
|  |                                  |

|  | Fettschwalme (Steatornithiformes) |
|  |                                   |
|  | Tagschläfer (Nyctibiiformes)      |
|  |                                   |

|  | Eulenschwalme (Podargiformes)                                                                  |
|  |                                                                                                |
|  | \| \| Höhlenschwalme (Aegotheliformes) \| \| \| \| \| \| Seglervögel (Apodiformes) \| \| \| \| |
|  |                                                                                                |
|  | Höhlenschwalme (Aegotheliformes)                                                               |
|  |                                                                                                |
|  | Seglervögel (Apodiformes)                                                                      |
|  |                                                                                                |

|  | Höhlenschwalme (Aegotheliformes) |
|  |                                  |
|  | Seglervögel (Apodiformes)        |
|  |                                  |

## Gattungen und Arten
- Gattung Batrachostomus
  - Malaienschwalm (Batrachostomus affinis)
  - Riesenschwalm (Batrachostomus auritus)
  - Palawanschwalm (Batrachostomus chaseni)
  - Sundaschwalm (Batrachostomus cornutus)
  - Bergschwalm (Batrachostomus harterti)
  - Langschwanzschwalm (Batrachostomus hodgsoni)
  - Javaschwalm (Batrachostomus javensis)
  - Borneoschwalm (Batrachostomus mixtus)
  - Ceylonschwalm (Batrachostomus moniliger)
  - Sumatraschwalm (Batrachostomus poliolophus)
  - Philippinenschwalm (Batrachostomus septimus)
  - Schuppenschwalm (Batrachostomus stellatus)
- Gattung Podargus
  - Eulenschwalm (Podargus strigoides)
  - Marmorschwalm (Podargus ocellatus)
  - Papuaschwalm (Podargus papuensis)
- Gattung Rigidipenna
  - Salomonenschwalm (Rigidipenna inexpectata)

## Belege
1. 1 2 3  
David W. Winkler, Shawn M. Billerman, Irby J. Lovette: Bird Families of the World: A Guide to the Spectacular Diversity of Birds. Lynx Edicions (2015), ISBN 978-84-941892-0-3, S. 79.
2. ↑  
Hackett et al.: A Phylogenomic Study of Birds Reveals Their Evolutionary History. Science 27. Juni 2008: Vol. 320. no. 5884, pp. 1763–1768, doi:10.1126/science.1157704
3. ↑  
Gerald Mayr (2009): Phylogenetic relationships of the paraphyletic of caprimulgiform birds (nightjars and allies). Journal Zoological Systematics Evolutionary Research, doi:10.1111/j.1439-0469.2009.00552.x
4. ↑  
Richard O. Prum et al. A comprehensive phylogeny of birds (Aves) using targeted next-generation DNA sequencing. Nature, Oktober 2015; doi:10.1038/nature15697
5. ↑  
Gerald Mayr (2014): The origins of crown group birds: molecules and fossils. Palaeontology 57: 231–242. doi:10.1111/pala.12103
6. ↑  
IOC World Bird List v11.1 Diary 2021 Mar 14 Split Strisores into six orders rather than two. Add Steatornithiformes, Nyctibiiformes, Podargiformes and Aegotheliformes
7. ↑  
R. Terry Chesser, Kevin J. Burns, Carla Cicero, Jon L. Dunn, Andrew W. Kratter, Irby J. Lovette, Pamela C. Rasmussen, J. V. Remsen Jr., James D. Rising, Douglas F. Stotz, Kevin Winker: Fifty-seventh Supplement to the American Ornithologists' Union Check-list of North American Birds. In: The Auk. Band 133, Nr. 3, 2016, S. 544–560, doi:10.1642/AUK-16-77.1.
8. ↑  
Gregory Mathews: The Birds of Australia (Podargiformes, Coraciiformes, Alcediniformes, Meropiformes, Caprimulgidiformes, Micropodiformes, Cuculiformes, Menurlformes).  Volume 7, no. 1, HF & G. Witherby, London 1918.
9. ↑  Jean Cabanis (1847). Ornithologische Notizen. II. Archiv für Naturgeschichte. Berlin. 13 (1): 308–352.
10. ↑  
Albert Chen, Noor D. White, Roger B.J. Benson, Michael J. Braun und Daniel J. Field. 2019. Total-Evidence Framework Reveals Complex Morphological Evolution in Nightbirds (Strisores). Diversity. 11(9); 143. doi:10.3390/d11090143
11. ↑  
Albert Chen, Daniel J. Field: Phylogenetic definitions for Caprimulgimorphae (Aves) and majorconstituent clades under the International Code of Phylogenetic Nomenclature. Oktober 2020, Vertebrate Zoology 70(4):571-585, doi:10.26049/VZ70-4-2020-03